# Gräddvingad cinklod
Gräddvingad cinklod (Cinclodes albiventris) är en fågel i familjen ugnfåglar inom ordningen tättingar.

## Utbredning och systematik
Gräddvingad cinklod delas upp i fem underarter med följande utbredning:
- C. a. albiventris – Anderna i norra Peru, Bolivia, norra Chile och nordvästra Argentina
- C. a. tucumanus – Tucumán i nordvästra Argentina
- C. a. rufus – Campo de Arenal i Catamarca, nordvästra Argentina
- C. a. yzurietae – Sierra de Manchao i sydöstra Catamarca
- C. a. riojanus – Sierra de Famatina i La Rioja, nordvästra Argentina

## Status
Arten har ett stort utbredningsområde och beståndet anses vara stabilt. Internationella naturvårdsunionen IUCN listar den därför som livskraftig (LC).